# Фузар-Поли, Даниэла
Даниэла Фузар-Поли (итал. Daniela Fusar Poli, род. 17 октября 1984, Леньяно, Ломбардия) — итальянская профессиональная велогонщица. Она представляла свою страну на Чемпионате мира по шоссейным велогонкам 2004 года. Она также представляла Италию на Чемпионате Европы по шоссейному велоспорту 2006 года, заняв 11-е место в групповой гонке среди спортсменов до 23 лет.

## Достижения
2001
5-я на чемпионате Италии — групповая гонка U19
2002
2-я на чемпионате Италии — групповая гонка U19
2-я на чемпионате Италии — индивидуальная гонка U19
2003
Тур Тюрингии
5-я на 1-м этапе
5-я в молодёжной классификации
Тур Ардеш
2-я на 2-м этапе
8-я в генеральной классификации
2004
5-я на чемпионате Италии — индивидуальная гонка
Тур Бретани
6-я на 1-м этапе
3-я на 2-м этапе
5-я на 3-м этапе
2-я в генеральной классификации
7-я на Туре Роттердама
Тур Ардеш
3-я на 1-м этапе
2-й этап
4-я в генеральной классификации
4-я на 5-м этапе Джиро ди Тоскана — Мемориал Микелы Фанини
Вуэльта Сальвадора
4-я на прологе
6-я на 1-м этапе
8-я в генеральной классификации
Вуэльта Коста-Рики
2-й этап
3-я на 3-м этапе
2-я на 4-м этапе
5-й этап
4-я в генеральной классификации
2005
Тур Новой Зеландии
7-я на 1-м этапе
4-я на 2-м этапе
6-я на 3-м этапе
4-я в генеральной классификации
Тур Большого Монреаля
8-я на 2-м этапе
10-я на 4-м этапе
5-й этап
5-я в спринтерской классификации
9-я в горной классификации
7-я в очковой классификации
4-я на чемпионате Италии — индивидуальная гонка
5-я на чемпионате Европы — групповая гонка U23
Спринтерская классификация Тура Тюрингии
9-я на прологе Джиро ди Сан-Марино
Вуэльта Сальвадора
4-я на 1-м этапе
9-я на 2-м этапе
2-я на 3-м этапе
4-я в спринтерской классификации
7-я в горной классификации
5-я в очковой классификации
5-я в генеральной классификации
2006
9-я в спринтерской классификации Эмакумин Бира
4-я на чемпионате Италии — индивидуальная гонка
7-я на чемпионате Европы — индивидуальная гонка U23
Рут де Франс феминин
2-я на 5-м этапе
3-я в молодёжной классификации
Джиро ди Тоскана — Мемориал Микелы Фанини
8-я на 1-м этапе
3-я на 5-м этапе
10-я на 7-м этапе
2007
7-я на чемпионате Италии — индивидуальная гонка
8-я в молодёжной классификации Джиро д’Италия Донне
8-я в молодёжной классификации Тур Ардеш
5-я на 1-м этапе Джиро ди Тоскана — Мемориал Микелы Фанини

### Статистика выступления наГранд-турах
| Гонка / Год          | 2006 | 2007 |
| -------------------- | ---- | ---- |
| Рут де Франс феминин | 37   | —    |
| Джиро д’Италия Донне | 49   | 38   |